# Kaptay György
Kaptay György (Tatabánya, 1960. március 2. –) Széchenyi-díjas magyar kohómérnök, a Miskolci Egyetem egyetemi tanára, a Magyar Tudományos Akadémia rendes tagja.

## Élete, munkássága
Apja Kaptay György, Miskolcon végzett kohómérnök volt. Alapfokú tanulmányait az Almásfüzitő-felsői Általános iskolában végezte, majd 1974 és 1978 között a komáromi Jókai Mór Gimnáziumba járt. Érettségi után a Leningrádi Műszaki Egyetem Fizikai Kohászati Karán tanult, 1984-ben szerezte meg kohómérnöki diplomáját. Végzés után három évig MTA-ösztöndíjas aspiránsként tevékenykedett tovább a szovjet egyetemen.
Tudományos fokozatainak megszerzését a Szovjetunióban kezdte: 1988 márciusában a műszaki tudomány kandidátusa címet szerezte meg a Leningrádi Műszaki Egyetemen (értekezésének címe: Kémiai reakciók vizsgálata klóraluminát olvadékokban). E fokozat alapján 1988 novemberében megkapta a műszaki egyetemi doktor fokozatot a miskolci Nehézipari Műszaki Egyetemen. 1997 januárjában – ugyancsak a kandidátusi fokozat alapján – PhD fokozatot nyert a Miskolci Egyetemen.
1999 januárjában habilitált (Dr habil fokozatot szerzett) a Miskolci Egyetem Műszaki-természettudományos Habilitációs Bizottsága előtt (a disszertáció címe: Határfelületi jelenségek vizsgálata fémes rendszerekben). 2005-ben lett az MTA doktora, a Műszaki Osztály tagja (székfoglaló előadásának címe: Határfelületi erők, energiák és jelenségek fizikai kémiai modellezése a metallurgia és fémes anyagmérnökség területén). 2016-ban a Magyar Tudományos Akadémia levelező, 2022-ben rendes tagjává választották. 2020 és 2023 között a Miskolci Akadémiai Bizottság elnöke volt.
1987-ben a miskolci Nehézipari Műszaki Egyetemen helyezkedett el, 1988-ban egyetemi adjunktus, 1994-ben egyetemi docens, 1999-ben egyetemi tanár lett. 1996-tól 2008-ig a Fizikai Kémiai Tanszék vezetője, 1996-tól 1998-ig a Kémiai Intézet igazgatója volt. 1998-tól látta el a Kohómérnöki Kar (illetve névváltozások után az Anyag- és Kohómérnöki Kar, a Műszaki Anyagtudományi Kar, illetve az Anyag- és Vegyészmérnöki Kar) dékánjának feladatait. 2006-ban megalapította a Bay Zoltán Alkalmazott Kutatási Közalapítvány Nanotechnológiai Kutatóintézetét (BAY-NANO, később BAY-LOGI). 2010-től „Nano-anyagok” csoportvezető volt a BAY-LOGI-ban, majd 2011-ben a Nanotechnológiai Osztály vezetője lett. 2007 júliusától a Miskolci Egyetem Anyagtudományi Intézet Kihelyezett Intézeti Nanotechnológiai Tanszékén tanszékvezető. 2023-ban Széchenyi-díj kitüntetésben részesült.

## Fő kutatási területei
- Határfelületi energiák, erők és jelenségek modellezése és vizsgálata fémolvadék fázist tartalmazó rendszerekben.
- Kémiai termodinamika magas hőmérsékletű (fém- és/vagy sóolvadékot tartalmazó) rendszerekben. Fémolvadék ötvözetmodellek, fázisdiagramok, főtételek, nanofázisdiagramok, felületi és határfelületi fázisátalakulás.
- Nanotechnológia – karbon nanocsövek és nanoporok elektrokémiai szintézise, Al-mátrixú nanokompozit, emulzió és hab karbon nanoszemcsékkel és nanocsövekkel erősítve, illetve stabilizálva. Nanoszerkezetű fémek megmunkálási paramétereinek optimalizálása.
- Magas hőmérsékletű elektrokémiai szintézis sóolvadékokból.
- Termofizikai (termodinamikai és transzport) tulajdonságok modellezése főleg fémolvadék rendszerekben.
- Alumínium-elektrolízis, acélmetallurgia, fémöntészet, fémmátrixú kompozitanyag-gyártás, fémhabgyártás, fémemulzió-gyártás, keményforrasztás, hegesztés, szilíciumtisztítás.
- Metrológia, az SI rendszer reformja.

## Díjai, elismerései
- 1984 – Felsőoktatási Érdemérem
- 1985 – Fiatal Kutatói díj
- 1990 – MAB Tudományos díj
- 1992 – Alapítványi díj a Magyar Tudományért
- 1998 – Szakmai díj (Gépipari Tudományos Egyesület)
- 1999 – Pro-scientia konzulensi elismerés (MTA-OM)
- 2003 – A miskolci anyagmérnök képzésért
- 2006 – Decan Emeritus
- 2006 – Magyar Köztársasági Érdemrend lovagkeresztje
- 2015 – A Calphad nemzetközi folyóirat legjobb cikk díja
- 2022 – Herman Ottó tudományos díj
- 2023 – Széchenyi-díj